# Selaginella aristata
Selaginella aristata är en mosslummerväxtart som beskrevs av Antoine Frédéric Spring. Selaginella aristata ingår i släktet mosslumrar, och familjen mosslummerväxter. Inga underarter finns listade i Catalogue of Life.